# キャズム
『キャズム』（原題: Crossing the Chasm: Marketing and Selling High-Tech Products to Mainstream Customers 「深淵を越えて: 主流顧客を対象としたハイテク製品の市場調査と販売」）は、ジェフリー・ムーアのハイテクマーケティングについての著書。1991年発売。ISBN 4798101524。

## 概要
エヴェリット・ロジャーズによる普及学（"Diffusion of innovations model"）をテクノロジー企業の成長戦略に具体化し適用した事例を述べている。注意すべきことに、ロジャーズによるオリジナルの拡散モデルは殊にテクノロジーに限って述べているわけではなく、ロジャーズ自身は人類学や農村社会学での研究から「拡散モデル」を発見している。つまり、ロジャーズの普遍的な学術研究をテクノロジー企業に当てはめた実用書ととらえるべきである。

### マーケティング手法の提案
新しい革新的なITを売り出す際のマーケティング手法を提案している（技術採用のライフサイクル）。
まず購買層を次のように分類する。
- イノベーター (innovators)
  - 新しい技術が好きで、実用性よりも新技術が好きな人。オタク。
- アーリー・アドプター (early adopters)
  - 新しい技術によって、競合相手などを出し抜きたいと思っている人々。
- アーリー・マジョリティー (early majority)
  - 実用主義で役立つなら新しい技術でも取り入れたいと思っている人など。
- レート・マジョリティー (late majority)
  - 新しい技術は苦手だがみんなが使っているなら自分も使わなければと思う人たち。
- ラガード (laggards)
  - 新しい技術を嫌い、最後まで取り入れない人々。

それぞれの間に溝があり乗り越えなければならないが、特にアーリー・アドプターとアーリー・マジョリティーの間の大きな溝（キャズム）を乗り越えられるかどうかが、その製品が普及するか、一部の新製品マニアに支持されるにとどまるかどうかの一番の鍵である。